# Eva Hart
Eva Hart, född 31 januari 1905 i London, England, död 14 februari 1996 i Chadwell Heath, London, var en överlevare från RMS Titanics förlisning.
När Eva var sju år bestämde sig hennes far för att utvandra med familjen till USA där han tänkte öppna ett apotek. De kom att resa med RMS Titanic från Southampton som andra klass-passagerare. Evas mor Ester bestämde sig snabbt för att inte sova på skeppet under nätterna då hon tyckte det var ren galenskap och arrogans att kalla skeppet för osänkbart. Efter att Titanic kolliderat med isberget kom Evas far in i deras hytt, och tog med familjen upp på båtdäck. Esther och Eva fick plats i livbåt nummer 14, medan Benjamin stannade på fartyget. De återsåg honom aldrig mer. De återvände efter att de räddats till Storbritannien där modern gifte om sig.
Eva Hart hade starka minnen från förlisningen. 1993 berättade hon:
| ” | -Jag såg skeppet sjunka. Jag höll ögonen öppna. Jag såg det, jag hörde det, och ingen kan vara kapabel att glömma det. Jag kommer ihåg färgerna, ljuden, allt. Det värsta jag minns är ropen/skriken [på hjälp]. När allt var över stod världen still. Bara en dödlig, hemsk tystnad i mörkret med en stjärnhimmel ovanför. | „ |

Hon berättade att hon såg det skepp vid horisonten som många överlevande besättningsmän och passagerare talade om, och hon uppfattade att det var mycket nära, och att de måste ha sett Titanics nödraketer. Hon har även berättat att hon hörde Titanics orkester spela "Nearer, My God, to Thee", och att hon såg fartyget brytas itu. Detta var något som vissa överlevande förnekade, men detta kunde bekräftas när Robert Ballard upptäckte vraket 1985.
Eva Hart var kritisk till de som därefter bärgade föremål från fartyget, något hon likställde med gravplundring. Hon medverkade i hög ålder i konvent och andra aktiviteter som rörde Titanic. 1994 gav hon ut biografin Shadow of the Titanic – A Survivor's Story. När hon dog 1996 fanns åtta överlevande kvar från Titanics förlisning.